# ウニ (キーロフ州)
ウニ (Уни) は、ロシア連邦キーロフ州ウニ地区の行政中心地である都市型集落。ウニ地区の中央に位置する。
ヴャトカ川水系のルムプン川上流部に位置し、シベリア鉄道の駅があるファリョーンキから南へ74キロメートル、州都であるキーロフ中心部までの距離は、189キロメートルである。

## 歴史
ウニは、1646年に創建され、1762年に村としての位置づけが認められた。1874年9月19日には、村に病院が設けられた。1875年には、グラゾフの薬局の支店が設けられた。1897年2月9日には、公共図書館が開設された。1905年には、節酒や文化・娯楽活動のための親睦団体が組織された。十月革命後には、人民の家や、節酒・演劇のための団体も組織された。1923年には、ウニ地区に村ソビエトが設けられた。1929年6月10日、全ロシア中央執行委員会の決定により、ウニを中心とするウニ地区が設置された。1959年11月14日、ウニ地区は、ファリョーンキ地区に統合された。1965年1月12日に、ウニは都市型集落の地位を獲得し、ウニ地区がかつてと同じ範囲で復活した。

## 人口
| 年次 | 1970 | 1979 | 1989 | 2002 | 2009 | 2010 | 2012 | 2013 | 2014 | 2015 |
| ---- | ---- | ---- | ---- | ---- | ---- | ---- | ---- | ---- | ---- | ---- |
| 人口 | 3962 | 4554 | 5051 | 4916 | 5049 | 4592 | 4566 | 4497 | 4379 | 4374 |

## 経済
当地には、ウニ製油工場、マリノフスキー食肉コンビナートや、家具工場などが立地している。木材加工業も大規模に展開している。周辺には推定埋蔵量数千万トンと見込まれている油田もあるが、含有する硫黄化合物の比率は、一般的な「ウラルス」ブランドの原油よりやや高い。天然記念物のボリシェドゥブロフスキー鉱泉 (Большедубровские минеральные источники) も近傍にある。その泥には、硫化水素を豊富に含有する高品質で強力な塩が含まれている。鉱泉の水は、ナトリウム-塩化物泉で、塩分をおよそ12%含んでおり、湯治に適している。ドストインストヴォ・ウニ・リゾート (Достоинство Унинской курортной) では、治療と湯治をひとつの場所で行える。

## メディア
ウニでは、新聞『セリスキー・トルジェニク』(«Сельский труженик») が刊行されている。